# Demosthenesia spectabilis
Demosthenesia spectabilis är en ljungväxtart som först beskrevs av Henry Hurd Rusby, och fick sitt nu gällande namn av A. C. Smith. Demosthenesia spectabilis ingår i släktet Demosthenesia, och familjen ljungväxter. Inga underarter finns listade i Catalogue of Life.